# Гальтгарбен
Гальтгарбен (в документах эпохи ВОВ высота Бисмарка и высота 111,4, нем. Galtgarben) — гора, находящаяся на территории Самбийского полуострова Калининградской области Российской Федерации. Высота — 110,4 метра над уровнем моря — высочайшая точка полуострова. До 1 марта 1945 года вершину горы венчала Башня Бисмарка, возведённая усилиями Пангерманского союза и открытая 23 сентября 1906 года, которую в феврале 1945 года командующий 43-й армией РККА генерал Белобородов использовал как наблюдательный пункт.

## Описание
Гора Гальтгарбен расположена в центральной части Самбийского (Земландского) полуострова, в 20 км от Калининграда, недалеко от шоссейной дороги, ведущей в западную часть полуострова и к побережью Балтийского моря. Она окружена лесистыми холмами с трёх сторон, что делает её незаметной для окружающих. Местоположение горы выдает только безлесная западная часть.
До начала боевых действий в феврале 1945 года на территории находились небольшие поселения. В ходе боёв, проходивших в феврале, марте и апреле того же года, большая часть этих поселений была полностью или частично разрушена. Оставшиеся элементы служили ориентирами для многочисленных воинских захоронений. Затем, в результате продолжительных боёв и позднейшей хозяйственной деятельности, а также работ по перезахоронению, эти поселения в том виде исчезли с лица земли.
Восстановленные по архивным данным фамилии павших воинов победившей стороны — более 10 тысяч человек — были нанесены на плитах мемориальных комплексов, установленных на братских могилах советских воинов в посёлках Черепаново, Русское, Романово и Переславское.

## История

### Прусская и немецкая предыстория
Гора Гальтгарбен, издавна привлекала к себе внимание и местных жителей, и пришельцев-завоевателей. На ней возводились различные сооружения, о ней рассказывали и рассказывают легенды, но она всегда была наблюдательным пунктом.
До 1945 года зимой гора использовалась как мини-горнолыжный курорт.

### Вторая Мировая война
В ночь на 1 марта 1945 года значительное подразделение немцев скрытно проникло на вершину горы. Из-за опасения занятия башни и горы противником башня была взорвана, а вершина горы была обстреляна реактивными снарядами «Катюши».
«Мой НП располагался на высоте 111,4. Вообще-то говоря, это не высота, а высотка. Но здесь, на плоской Низменности Земланда, она действительно казалась горой. Местные жители её называли „гора Бисмарка“. На её вершине была построена каменная пирамида. Забираясь по крутым ступеням на площадку пирамиды, я невольно вспомнил, как в своё время Бисмарк предупреждал соотечественников о ненужности и опасности военного конфликта с Россией». Белобородов А. П. Всегда в бою.

После прорыва советскими войсками линии Кёнигсберг-Кранц в конце января 1945 года сопротивление противника было сломлено. Гора Гальтгарбен (Бисмарка, высота 111,4) и населённый пункт Куменен. были заняты мимоходом. Сметая разрозненные отряды фольксштурма советские войска шли на юго-запад, отрезая Кёнигсберг от Земландской группировки немецких войск, к заливу Фишхаузен и морю, к военно морской крепости Пиллау. 31 января 1945 года 87-я гвардейская дивизия вышла к заливу у населённого пункта Гросс Хайдекруг. А 3 февраля 1945 года воинами 91-й гвардейской стрелковой дивизии 39-й армии был взят Гермау. Но сопротивление противника возрастало. Немцы морем перебрасывали на полуостров боевые части с других участков фронта. В районе Гермау шли тяжелые кровопролитные бои. 9 февраля противник занял Гермау. Линия фронта приближалась к Гальтгарбен и населённому пункту Куменен.
«Высота 111,4 находилась теперь в 3-4 км от линии фронта. С каменной пирамиды открывался вид на всю безлесную равнину. Справа её прорезала серая лента Кенигсбергского шоссе. Там, над скоплением красно-кирпичных домов Куменена, торчал готический шпиль кирхи. А прямо на запад снежные поля дымились разрывами сотен снарядов и мин». Белобородов А. П. Всегда в бою.
Погода стояла морозная. По промёрзшей земле свободно передвигались тяжёлые танки. Немцы настойчиво пытались прорваться к осаждённому Кёнигсбергу мимо Куменина, в обход леса на Побетино и, непосредственно, через гору Гальтгарбен. Подступы к Гальтгарбен защищала 87-я гвардейская, а к Куменину — 263-я стрелковые дивизии.
«Основная боевая нагрузка в февральских боях легла на личный состав 87-й гвардейской дивизии генерала Кирилла Яковлевича Тымчика и 263-й Сивашской дивизии полковника Корнелия Георгиевича Черепанова. Оба они твердо управляли частями и подразделениями, быстро и решительно ликвидировали отдельные прорывы танков и пехоты противника». Белобородов А. П. Всегда в бою.
После неудачной попытки немцев захватить Гальтгарбен в ночь на 1 марта 1945 года боевая обстановка в этом направлении стабилизировалась. Под прикрытием горы Гальтгарбен и окружающих её лесов советские войска готовились к штурму Кёнигсберга с северо-западной стороны. К 6 апреля 1945 года позиции подразделений 43-й и 39-й армий в районе горы были переданы подразделениям 5-й армии. После взятия Кёнингсберга с 9 апреля 1945 года бои на западных подступах горы Гальтгарбен возобновились с новой силой. Шла ликвидация земландской группировки немцев.

### Послевоенное время
В конце 1940-х годов и до начала 1950-х вершина и склоны горы Гальтгарбен представляли собой изрытый взрывами снарядов пустырь. Все постройки на горе и близ неё были снесены до основания. К северо-западу от горы на территории бывших посёлков Настренен и Даллвенен располагался лагерь для заключённых. По северному склону горы из лагеря проходила грунтовая дорога с выездом на шоссе в Калининград. От северо-восточного склона горы, через лес, по заброшенной дороге можно было пройти к посёлку Ворошилово (ныне часть посёлка Переславское). В 1946 году сюда приехали переселенцы из Ярославской области. Они называли гору Гальтгарбен — «сопка».
В 1985 году в посёлке Переславское был открыт Мемориальный комплекс и братская могила советских воинов. Кроме воинов похороненных здесь в 1945 году, сюда были перенесены останки воинов с воинских кладбищ посёлка Кумачёво и других окрестностей горы Гальтгарбен. Наибольшие потери здесь понесли 87-я гвардейская, 263-я, 182-я,144-я стрелковые дивизии, отдельные штрафные армейские роты (ошар) 43-й и 5-й армий и 10-й ошб фронта. На мемориальные плиты комплекса нанесено 5165 фамилий павших воинов.